# Wreck-It Ralph 2: Phá đảo thế giới ảo
Wreck-It Ralph 2: Phá đảo thế giới ảo (tên gốc tiếng Anh: Wreck-It Ralph 2: Breaks the Internet) là phim điện ảnh hoạt hình hài hước 3D của Mỹ năm 2018 do Walt Disney Animation Studios sản xuất và Walt Disney Studios Motion Pictures chịu trách nhiệm phân phối. Tác phẩm là phim điện ảnh hoạt hình thứ 57 do hãng sản xuất, đồng thời cũng là phần tiếp theo của Ráp-phờ đập phá (2012). Wreck-It Ralph 2: Phá đảo thế giới ảo do Rich Moore và Phil Johnston đạo diễn, từ phần kịch bản do chính Johnston cùng với Pamela Ribon chấp bút, dưới vai trò sản xuất của Clark Spencer và giám đốc sản xuất John Lasseter, Jennifer Lee cùng Chris Williams. Phim có sự tham gia lồng tiếng của John C. Reilly, Sarah Silverman, Gal Gadot, Taraji P. Henson, Jack McBrayer, Jane Lynch, Alan Tudyk, Alfred Molina và Ed O'Neill.
Các cuộc thảo luận đầu tiên về phần tiếp theo của Ráp-phờ đập phá bắt đầu vào tháng 9 năm 2012. Phần phim mới đã trải qua ba kịch bản khác nhau trước khi các nhà làm phim quyết định lựa chọn cốt truyện cuối cùng. Khi tác phẩm chính thức được công bố vào tháng 6 năm 2016, phần lớn dàn diễn viên lồng tiếng của phần phim đầu tiên đều cho biết họ đã ký hợp đồng cùng với dàn diễn viên mới vào năm 2018. Đây là bộ phim tiếp nối đầu tiên của Walt Disney Animation Studios được sáng tạo bởi cùng một đội ngũ biên kịch và đạo diễn của phần phim gốc.
Wreck-It Ralph 2: Phá đảo thế giới ảo được công chiếu ra mắt tại Los Angeles vào ngày 5 tháng 11 năm 2018 và được khởi chiếu tại Hoa Kỳ từ ngày 21 tháng 11. Phim khởi chiếu tại Việt Nam vào ngày 23 tháng 11 năm 2018. Phim thu về hơn 529,3 triệu USD toàn cầu và nhận được nhiều đánh giá tích cực từ giới phê bình. Phim đã được đề cử cho hạng mục Phim hoạt hình hay nhất tại Giải Oscar lần thứ 91, Giải Quả cầu vàng lần thứ 76 và Giải Critic's Choice lần thứ 24, tuy nhiên ở cả ba giải đều thua trước tác phẩm Người Nhện: Vũ trụ mới.

## Cốt truyện
6 năm sau sự kiện xảy ra ở phần trước, phim xoay quanh chuyến phiêu lưu của Ráp-phờ trong không gian dữ liệu mạng sau khi một chiếc router Wi-Fi được ông Litwak lắp đặt tại trung tâm trò chơi để vào mạng và mua chiếc vô-lăng mới thay thế cho chiếc vô-lăng bị hỏng của trò Sugar Rush. Trong chuyến phiêu lưu này, Ráp-phờ cùng cô bạn thân của mình Vanellope von Schweetz được tiếp xúc với nhiều phong cách sống mới, thế giới mới và nhiều nhân vật mới như Thuật Toán sành điệu hay dàn công chúa Disney.

## Nội dung
Ralph và Vanellope vẫn là bạn thân của nhau, đi chơi với nhau khi khu vui chơi Litwak đóng cửa. Ralph hài lòng với cuộc sống của họ, nhưng Vanellope khao khát sự phấn khích và bày tỏ rằng cô ấy đã trở nên buồn chán như thế nào trước khả năng dự đoán của Sugar Rush. Để làm hài lòng cô, Ralph đã lẻn vào trò chơi của cô và thực hiện một con đường bí mật. Ngày hôm sau, khi Vanellope chống lại sự điều khiển của người chơi để chạy thử đường đua, tay lái của tủ bị gãy. Vì nhà sản xuất của Sugar Rush không còn tồn tại và chi phí thay thế bánh xe trên eBay quá cao, Litwak quyết định loại bỏ Sugar Rush và rút phích cắm của trò chơi, khiến các thần dân của nó trở nên vô gia cư. Surge Protector tìm nhà cho tất cả công dân của Sugar Rush như một biện pháp ngắn hạn khi họ tìm cách cứu trò chơi, với Felix và Calhoun thông qua các tay đua. Còn nhớ eBay, Ralph và Vanellope di chuyển qua bộ định tuyến Wi-Fi mới của Litwak để kết nối Internet, một nơi mà các trang web được thể hiện dưới dạng các tòa nhà trong một thành phố rực rỡ, hình đại diện đại diện cho người dùng và các chương trình là con người.
Công cụ tìm kiếm KnowsMore (một trang tìm kiếm thông tin giống Google hay Bing được hư cấu nên) hướng họ đến eBay, nơi họ thắng cuộc đấu giá cho chiếc vô lăng bằng cách vô tình tăng giá lên 27.001 USD chỉ để nhận thấy rằng họ chỉ có 24 giờ để gây quỹ, nếu không họ sẽ bỏ thầu và mất tay lái. Trên đường đi ra ngoài, họ tình cờ gặp người bán hàng clickbait J. P. Spamley, người môi giới các món đồ thu được từ trò chơi điện tử và cung cấp cho họ một công việc béo bở là đánh cắp một chiếc xe hơi từ Shank, nhân vật chính trong trò chơi battle royale tập trung vào đua xe nổi tiếng Slaughter Race. Họ đánh cắp chiếc xe của Shank, nhưng cô ấy đã ngăn họ lại trước khi họ có thể rời trò chơi với nó. Đề xuất một cách khác để kiếm tiền trên Internet, cô ấy tiến hành tạo một video lan truyền về Ralph và tải nó lên trang chia sẻ video BuzzzTube (một trang mạng xã hội video giống YouTube được hư cấu nên). Cô ấy hướng họ đến thuật toán đầu của BuzzzTube là Yesss, người đang tận dụng mức độ phổ biến video của Ralph. Họ quyết định tạo nhiều video hơn, điều này sẽ kiếm được tiền cho họ nếu họ thu hút đủ lượt xem. Vanellope đề nghị giúp quảng cáo video và Ralph nhờ Yesss gửi cô ấy đến Oh My Disney.  Ở đó, trong khi bị Stormtroopers (trong Chiến tranh giữa các vì sao) săn đuổi vì quảng cáo trên trang web, Vanellope kết bạn với Những nàng công chúa Disney cũng như Anna và Elsa (trong phim Nữ hoàng băng giá, Nữ hoàng băng giá II), được họ khuyến khích thảo luận về cảm giác chưa hoàn thành của cô ấy và đạt được sự hiển linh dưới hình thức "Tôi muốn" bài hát về chủ đề này. Ralph kiếm đủ tiền để mua bánh lái nhưng thấy Vanellope đang nói chuyện với Shank về việc ở lại Slaughter Race, anh cảm thấy như ở nhà ở đó do tính mới mẻ và khó đoán so với Sugar Rush.
Lo lắng sẽ mất đi người bạn của mình mãi mãi, Ralph yêu cầu Spamley tìm cách lôi kéo Vanellope ra khỏi trò chơi và được đưa đến nhà cung cấp web đen Double Dan, người đã cung cấp cho Ralph một loại virus là Arthur, giúp loại bỏ sự bất an và tái tạo chúng. Khi Ralph tung Arthur vào Slaughter Race, nó tái tạo sự cố của Vanellope, kích hoạt khởi động lại máy chủ. Ralph, Shank và những người khác giúp Vanellope trốn thoát trước khi trò chơi bắt đầu lại. Vanellope đổ lỗi cho bản thân về vụ tai nạn, nhưng Ralph thú nhận với cô rằng vụ tai nạn thực sự là do lỗi của anh ta. Bị xúc phạm, Vanellope ném huy chương anh hùng bánh quy của mình và bỏ chạy.
Khi Ralph mang trong mình cảm giác tội lỗi tìm thấy chiếc huy chương giờ đã bị bẻ đôi của mình, Arthur sao chép những bất an của Ralph và tạo ra những bản sao của Ralph. Các nhân bản đã tấn công Internet trong một cuộc tấn công DoS, tất cả đều đuổi theo Vanellope để giữ cô ấy cho riêng mình. Ralph cứu cô ấy và cố gắng dụ những người vô tính vào tường lửa, nhưng họ tạo thành một con quái vật Ralph khổng lồ bắt giữ cả hai. Ralph chấp nhận rằng Vanellope có thể đưa ra lựa chọn của riêng mình, loại bỏ những bất an trong anh. Điều này cũng làm cho quái vật Ralph khổng lồ và các nhân bản biến mất, Ralph và Vanellope hòa giải. Ralph trao một nửa huy chương bị hỏng cho Vanellope và họ tạm biệt nhau một cách chân thành vì Shank đã sắp xếp để Vanellope hồi sinh trong Slaughter Race.
Trở lại khu vui chơi Litwak, Sugar Rush đã được sửa chữa và Ralph tham gia các hoạt động xã hội với các nhân vật trò chơi điện tử khác khi anh ấy giữ liên lạc với Vanellope qua trò chuyện video, cảm thấy hài lòng với khả năng độc lập mới tìm thấy của mình.

## Diễn viên lồng tiếng
- John C. Reilly lồng tiếng Ráp-phờ đập phá, một anh chàng to cao nhưng có trái tim nhân hậu, là nhân vật phản diện trong trò Fix-It Felix Jr.[12]
- Sarah Silverman lồng tiếng Vanellope von Schweetz, một tay đua từng bị lỗi lập trình trong trò Sugar Rush, (như được mô tả trong Ráp-phờ đập phá) và hóa ra cô là nhân vật công chúa của trò chơi.[13]
- Jack McBrayer lồng tiếng Felix Jr. sửa chữa, một người thợ sửa chữa, là nhân vật chính diện/anh hùng trong trò Fix-It Felix Jr.[14]
- Jane Lynch lồng tiếng Sergeant Tamora Jean Calhoun, nhân vật chính của trò Hero's Duty và là vợ của Felix Jr. sửa chữa.[14]
- Gal Gadot lồng tiếng Shank, một tay đua trong trò Slaughter Race.
- Taraji P. Henson lồng tiếng Yesss, một thuật toán xác định các video nổi nhất trên BuzzTube.[15]
- Alan Tudyk lồng tiếng KnowsMore, một công cụ tìm kiếm. Tudyk từng lồng tiếng cho Vua Kẹo ở phần 1.[15][16]
- Alfred Molina lồng tiếng Double Dan.
- Ed O'Neill lồng tiếng Litwak - chủ khu vui chơi.

Một vài nàng công chúa Disney xuất hiện trong phim, bao gồm: Jodi Benson lồng tiếng Ariel, Paige O'Hara lồng tiếng Belle, Linda Larkin lồng tiếng Jasmine, Irene Bedard lồng tiếng Pocahontas, Ming-Na Wen lồng tiếng Mộc Lan, Anika Noni Rose lồng tiếng Tiana, Mandy Moore lồng tiếng Rapunzel, Kelly Macdonald lồng tiếng Merida, Jennifer Hale lồng tiếng Cinderella, Kate Higgins lồng tiếng Aurora, Auliʻi Cravalho lồng tiếng Moana, Kristen Bell lồng tiếng Anna, Idina Menzel lồng tiếng Elsa, tất cả đều là người lồng tiếng nguyên gốc cho nhân vật của họ, trong khi đó nhà viết kịch bản Pamela Ribon lồng tiếng cho Bạch Tuyết.

## Chủ đề
Tương tự như phần phim đầu tiên, Wreck-It Ralph 2: Phá đảo thế giới ảo thêm vào nhiều yếu tố để nhấn mạnh nền văn hóa mạng và đa dạng hóa các đặc tính của Disney, bao gồm nhân vật và hình ảnh từ những phim điện ảnh của hãng và của Pixar, các loạt phim Star Wars, Marvel Comics và Đại nhạc hội rối. Eeyore, C-3PO, R2-D2, Yoda, Tổ chức Thứ nhất Stormtroopers, Người Sắt và Gamora cũng sẽ xuất hiện trong phim. Dumbo, Thảm Thần, Rajah, Meeko, Mary, Jaq và Gus đều xuất hiện trong trailer của phim.

## Sản xuất

### Phát triển
Tháng 9 năm 2012, Rich Moore cho biết ông đã có ý tưởng cho phần phim tiếp theo của Ráp-phờ đập phá, và vào tháng 3 năm 2013, Moore nói rằng ông và Disney có ý tưởng sẽ đưa các nhân vật khám phá thế giới trò chơi trực tuyến và trò chơi console. Moore nói rằng nhiều thành viên trong đoàn làm phim và dàn diễn viên lồng tiếng đã sẵn sàng cho phần phim tiếp theo, họ tin rằng họ đã "chạm tới bề nổi" của thế giới trò chơi điện tử mà họ hình dung. Ông cũng cho biết mình dự định đưa nhân vật Tron vào phần phim tiếp theo. Năm 2014, nhà soạn nhạc Henry Jackman của Ráp-phờ đập phá cho biết cốt truyện của phần phim tiếp nối đang được viết.
Tới tháng 3 năm 2016, Moore cho biết phần phim tiếp theo vẫn đang trong kế hoạch thực hiện. Tháng 6 năm 2016, Walt Disney Animation Studios cho biết phần tiếp theo sẽ được công chiếu vào ngày 9 tháng 3 năm 2018, với sự tham gia của Moore và Phil Johnston, và câu chuyện của tác phẩm sẽ là "Ralph rời khỏi máy arcade và phá đảo thế giới ảo". Tháng 3 năm 2017, tiêu đề của phần phim chính thức được công bố là Ralph Breaks the Internet: Wreck-It Ralph 2, với Moore tiếp tục đảm nhiệm vị trí đạo diễn cùng với Johnston, đồng biên kịch của bộ phim đầu tiên, và Clark Spencer cũng trở lại với tư cách là nhà sản xuất. Tháng 7 năm 2018, Disney loại bỏ vế Wreck-It Ralph 2 trong tiêu đề phim.

### Tuyển vai

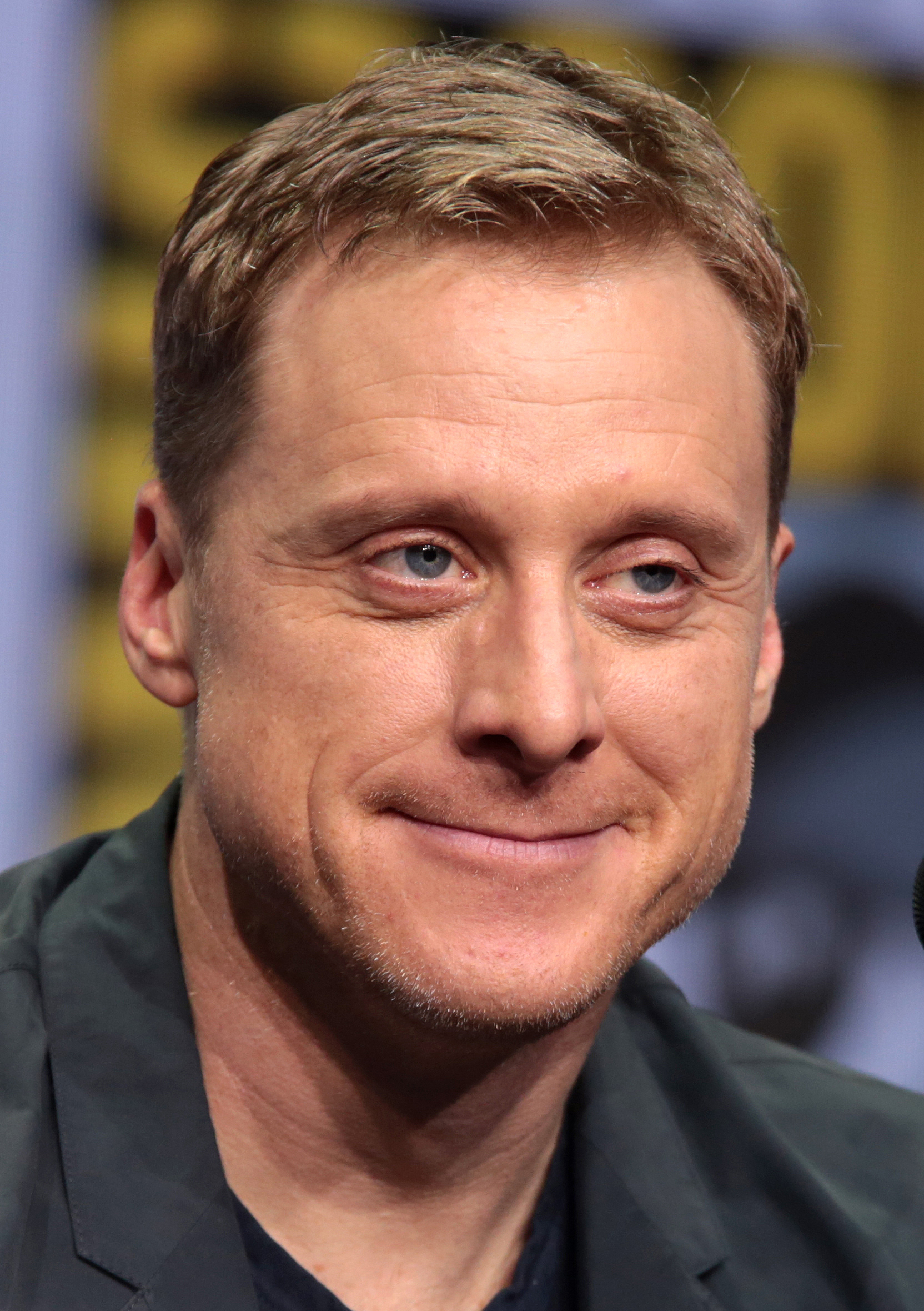
Alan Tudyk quay lại lồng tiếng cho một nhân vật khác có tên là KnowsMore. Tudyk trước đây đã lồng tiếng cho nhân vật Vua Kẹo trong phần phim đầu tiên.

Tháng 7 năm 2015, John C. Reilly cho biết ông đã ký tiếp hợp đồng để lồng tiếng cho nhân vật Ralph trong phần phim tiếp theo. Vào tháng 3 năm 2017, Jane Lynch, Jack McBrayer và Sarah Silverman cũng được xác nhận sẽ tiếp tục lồng tiếng cho các nhân vật của mình từ phần phim đầu tiên. Vào tháng 12 năm 2016, Alan Tudyk xác nhận sự trở lại của mình trong phần phim tiếp theo với tư cách một nhân vật mới có tên KnowsMore, sau khi lồng tiếng cho nhân vật Vua Kẹo trong phần phim đầu tiên. Vào tháng 8 năm 2018, nữ diễn viên Gal Gadot được xác nhận có tham gia dàn diễn viên với của phim với vai một nhân vật tên Shank. Đội ngũ sản xuất của bộ phim cũng đảm bảo tất cả các nữ diễn viên lồng tiếng gốc của các công chúa Disney, ngoại trừ Adriana Caselotti trong vai Bạch Tuyết, Ilene Woods trong vai Lọ Lem và Mary Costa trong vai Aurora, vì Caselotti và Woods đều đã qua đời lần lượt vào năm 1997 và 2010, còn Costa thì đã giải nghệ từ năm 2000. Jennifer Hale và Kate Higgins, hai nữ diễn viên lồng tiếng hiện tại của Lọ Lem và Aurora được mời tham gia tác phẩm, còn Pamela Ribon, đồng biên kịch của bộ phim, thì thực hiện lồng tiếng cho nhân vật Bạch Tuyết.

### Nhạc phim
Vào ngày 19 tháng 9 năm 2018, ban nhạc Imagine Dragons phát hành đĩa đơn đầu tiên từ album nhạc phim với tựa đề "Zero", được phát trong phần credit cuối phim. Ngày 23 tháng 10 năm 2018, video âm nhạc của "Zero" đã được đăng tải trên kênh YouTube chính thức của Imagine Dragons. Phim cũng có một bài hát gốc tên là "A Place Called Slaughter Race" do Sarah Silverman và Gal Gadot trình bày, vốn được Tom MacDougall và đồng đạo diễn của bộ phim là Phil Johnston sáng tác, và Alan Menken biên soạn. Phiên bản nhạc pop của bài hát có tựa đề "In This Place", do nữ ca sĩ Julia Michaels trình bày. Bộ phim cũng sử dụng các bài hát trong nhiều bộ phim công chúa Disney khác nhau. Phiên bản "Let it Go" do Demi Lovato trình bày cũng được phát ở đầu phân cảnh Oh My Disney. Ralph cũng ngâm nga theo giai điệu của "Never Gonna Give You Up" do Rick Astley trình bày trong một phân cảnh ở đoạn post-credits.
Phần nhạc nền của phim do Henry Jackman – nhà soạn nhạc cho bộ phim trước chịu trách nhiệm thực hiện. Album được phát hành trên các nền tảng số vào ngày 16 tháng 11 năm 2018, và dưới định dạng CD vào ngày 30 tháng 11 năm 2018. Phiên bản phát hành tại Việt Nam của album còn có thêm bài hát "Phá đảo thế giới ảo" do nhóm nhạc Uni5 và nữ ca sĩ Hansara trình bày.

## Phát hành
Phim được công chiếu ra mắt tại Rạp El Capitan ở Los Angeles vào ngày 5 tháng 11 năm 2018 và được công chiếu tại Hoa Kỳ vào ngày 21 tháng 11 dưới định dạng IMAX và 3D. Ban đầu phim dự kiến công chiếu tại Hoa Kỳ vào ngày 9 tháng 3; tuy nhiên, tác phẩm bị đẩy lùi sang tháng 11 để Disney khởi chiếu Nếp gấp thời gian vào ngày này.

### Phương tiện tại gia
Wreck-It Ralph 2: Phá đảo thế giới ảo được hãng Walt Disney Studios Home Entertainment phát hành trên các nền tảng số vào ngày 12 tháng 2 năm 2019, và dưới các định dạng đĩa vật lý Blu-ray và DVD vào ngày 26 tháng 2. Các phương tiện tặng kèm bao gồm một đoạn giới thiệu về hậu trường làm phim, một video ngắn chỉ ra một số chi tiết trứng Phục sinh ẩn giấu trong phim, các cảnh phim bị xóa và video âm nhạc cho "Zero" và "In This Place". Một chi tiết độc quyền cho bản phát hành phim số là video ngắn giới thiệu quá trình các họa sĩ đi thực tế tại trường đào tạo đua xe để nghiên cứu các phương pháp lái xe trong Slaughter Race. Trong tuần đầu tiên, Wreck-It Ralph 2: Phá đảo thế giới ảo đã bán được 225.099 DVD và 816.890 Blu-ray, trở thành phim điện ảnh có doánh số bán cao nhất ở cả hai định dạng tại Hoa Kỳ. Tổng cộng, Wreck-It Ralph 2: Phá đảo thế giới ảo đã bán được 616.387 DVD và 1,4 triệu Blu-ray, tính toàn bộ là hơn 2 triệu bản, với con số doanh thu 47,7 triệu USD từ các bản phát hành trên phương tiện tại gia.

## Đón nhận

### Doanh thu phòng vé
Wreck-It Ralph 2: Phá đảo thế giới ảo thu về 201,1 triệu USD chỉ tính riêng tại thị trường Mỹ và Canada và 328,2 triệu USD tại các quốc gia và vùng lãnh thổ khác, đưa tổng mức doanh thu toàn cầu lên tới 529,3 triệu USD, so với kinh phí sản xuất bộ phim là 175 triệu USD.
Tại thị trường Mỹ và Canada, Wreck-It Ralph 2: Phá đảo thế giới ảo được phát hành cùng thời điểm với Creed II và Robin Hood, cũng như các suất chiếu bổ sung của Green Book, dự kiến thu về 67–77 triệu USD từ hơn 3.900 rạp chiếu phim trong năm ngày cuối tuần ra mắt Phim thu về 18,3 triệu USD trong ngày đầu tiên công chiếu, bao gồm 3,8 triệu USD thu về từ suất chiếu sớm đêm thứ Ba trước ngày Lễ Tạ ơn, và thêm 10,2 triệu USD trong ngày công chiếu thứ hai. Sau ba ngày cuối tuần ra mắt, tác phẩm thu về 55,7 triệu USD (doanh thu tổng cả năm ngày nghỉ là 84,5 triệu USD), đứng quán quân về doanh thu phòng vé tuần công chiếu và trở thành phim điện ảnh có doanh thu ra mắt ngày Lễ Tạ ơn cao thứ hai mọi thời đại, sau Nữ hoàng băng giá của Disney với con số 93,6 triệu USD. Phim thu về 25,8 triệu USD trong dịp cuối tuần thứ hai công chiếu, giảm 54% so với dịp cuối tuần đầu tiên, nhưng vẫn giữ vững vị trí quán quân trên bảng xếp hạng doanh thu phòng vé tuần. Tới dịp cuối tuần thứ ba, tác phẩm thu về 16,1 triệu USD, giảm 37%, vẫn giữ đứng vị trí dẫn đầu phòng vé. Trong cả hai dịp cuối tuần thứ hai và thứ ba phim đứng vị trí quán quân, phim hoạt hình The Grinch đều xếp ở vị trí á quân, đánh dấu lần đầu tiên có hai phim hoạt hình đạt hai vị trí đầu bảng xếp hạng phòng vé trong hai dịp cuối tuần liên tiếp nhau.

### Đánh giá chuyên môn
Trên hệ thống tổng hợp kết quả đánh giá Rotten Tomatoes, phim nhận được 88% lượng đồng thuận dựa theo 275 bài đánh giá, với điểm trung bình là 7,3/10. Các chuyên gia của trang web nhất trí rằng, "Wreck-It Ralph 2: Phá đảo thế giới ảo thăng cấp so với phần phim tiền nhiệm bởi sự dí dỏm và ấm áp, đồng thời mở rộng vũ trụ đầy màu sắc của phim mà vẫn tập trung phát triển các nhân vật cốt lõi cùng các mối quan hệ xung quanh." Trên trang Metacritic, phần phim đạt số điểm 71 trên 100, dựa trên 43 nhận xét, chủ yếu là những lời khen ngợi. Lượt bình chọn của khán giả trên trang thống kê CinemaScore cho phần phim điểm "A−" trên thang từ A+ đến F, trong khi đó trang PostTrak cho đánh giá bộ phim với 4 trên 5 sao.